# 米申 (科洛梅亞區)
48°27′17″N 24°59′30″E / 48.45472°N 24.99167°E
米申（烏克蘭語：Мишин），是烏克蘭的村落，位於該國西部伊萬諾-弗蘭科夫斯克州，由科洛梅亞區負責管轄，處於柳奇卡河畔，始建於1373年，面積16.66平方公里，2001年人口2,846。